# Eugenio Vegas Latapié
Eugenio Vegas Latapié, né à Irun le 20 février de 1907 et mort à Madrid, 19 septembre de 1985) est un homme politique, juriste, militaire et intellectuel contre-révolutionnaire espagnol. Très actif dans les milieux royalistes depuis sa jeunesse, il fonda avec Ramiro de Maeztu et le marquis de Quintanar la revue Acción Española, combattit dans la Guerre Civile espagnole et il fut l'un des plus influents conseillers de Juan de Bourbon dans l'exil jusqu'à 1947.